# Zofia Mączka-Patkaniowska
Zofia Mączka-Patkaniowska (ur. 30 listopada 1905 w Krakowie, zm. 7 marca 1992 tamże) – polska lekarka-radiolog, najważniejszy świadek eksperymentów medycznych w obozie koncentracyjnym Ravensbrück.

## Życiorys
Córka Wincentego i Kamili z domu Fiedler, ukończyła studia lekarskie o specjalności radiologa. 19 kwietnia 1941 dobrowolnie zgłosiła się na gestapo, w celu wymiany za bliskich, których aresztowano 10 kwietnia. Została aresztowana i umieszczona w areszcie na ulicy Montelupich, 11 września 1941 transportem specjalnym została przewieziona do obozu koncentracyjnego Ravensbrück, gdzie otrzymała numer 7403. Początkowo pracowała przy budowie szosy, nosiła węgiel, wyplatała buty ze słomy i robiła papierowe opatrunki. Od sierpnia 1942 została zatrudniona jako rentgenolog w szpitalu więziennym, pozwalało jej to udzielać pomocy więźniarkom, które były poddawane eksperymentom medycznym. Po roku, w związku z posądzeniem o przekazywanie wiadomości poza obóz została skazana na karę ośmiu tygodni bunkra, po jej odbyciu pracowała w komandzie leśnym, a następnie w fabryce części samolotowych w Neubrandenburgu. We wrześniu 1944 odbyła karę 19 dni bunkra, a następnie pracowała przy odwszawianiu odzieży w Ravensbrück. 
Obóz opuściła 25 kwietnia 1945 i dzięki Szwedzkiemu Czerwonemu Krzyżowi wyjechała do Szwecji na rekonwalescencję. Przed brytyjskim konsulem, a następnie przed Polskim Instytutem Źródłowym w Lund i Polskiej Komisji Badania Zbrodni Wojennych w Londynie złożyła dokładne zeznania, które zostały wykorzystane w procesie lekarzy z KL Ravensbrück przed Międzynarodowym Trybunałem Wojskowym w Norymberdze. Do Krakowa wróciła w czerwcu 1946 i została głównym rentgenologiem w szpitalu im. Gabriela Narutowicza. Poślubiła Michała Patkaniowskiego. 
Zmarła w 1992, została pochowana na cmentarzu Rakowickim. 